# ماهر صبرا
ماهر صبرا (عربی: ماهر محمد صبرا؛ زادهٔ ۱۴ ژانویهٔ ۱۹۹۲) بازیکن فوتبال  اهل لبنان است.
وی همچنین در تیم ملی فوتبال لبنان بازی کرده‌است.